# حسن مكيات
حسن مكيات (مواليد 3 يناير 1963) ممثل مغربي. شارك في عدة أفلام ومسلسلات ومسرحيات مغربية، وكانت شهرته من خلال دور برطال في المسلسل التلفزيوني الشهير رمانة وبرطال.

## سيرته الذاتية
ولد حسن مكيات في 3 يناير 1963 بالعاصمة المغربية الرباط. ظهرت موهبته في التمثيل المسرحي أثناء دراسته الثانوية بثانوية علال الفاسي بالرباط، بتقديم اسكيتشات هزلية رفقة بعض زملائه.
في أواخر 1983 التحق بمحترف الفن المسرحي التابع لمسرح محمد الخامس بالرباط (المسرح الوطني) رفقة مجموعة من الشباب الذين يعتبرون حاليا نجوم الساحة الفنية في التمثيل (محمد خيي، ورشيد الوالي، وبنعيسى الجيراري، وعبد الكبير الركاكنة، والراحل عزيز العلوي)، و كان التأطير من قبل الفنان المغربي الراحل عباس إبراهيم.
تكون الفنان حسن مكيات مع زملائه تكوينًا مبنيًا على قواعد صحيحة أهمها الاحترافية. وكان التركيز منصبًا على استغلال القدرات الذاتية للممثل في تحقيق التأثير على المتلقي بدل الاعتماد على الديكور أو الأكسسوارات.

## أعماله
- أولاد الناس (مسلسل) 1999
- عائلة السي مربوح 2001.
- رمانة وبرطال (مسلسل) 2006.[2]

## وصلات خارجية
- حسن مكيات على موقع قاعدة بيانات الأفلام العربية